# NGC 7146
NGC 7146 (другие обозначения — PGC 67508, MCG 0-55-24, ZWG 376.44) — галактика в созвездии Пегас.
Этот объект входит в число перечисленных в оригинальной редакции «Нового общего каталога».